# Newcastle (Texas)
Newcastle è un comune (city) degli Stati Uniti d'America della contea di Young nello Stato del Texas. Dopo l'inizio dell'estrazione del carbone nel 1908, la città venne fondata e prese il nome dalla città del carbone di Newcastle upon Tyne nel Regno Unito. L'estrazione del carbone fu interrotta nel 1942. La popolazione era di 585 persone al censimento del 2010.
A partire dal 1906, la Wichita Falls and Southern Railroad, una delle numerose proprietà di Frank Kell e Joseph A. Kemp, collegò Wichita Falls con i campi di carbone a Newcastle. La WF&S più tardi fu acquistata e consolidata insieme ad altre corte linee ferroviarie da parte della Missouri-Kansas-Texas Railroad.

## Geografia fisica
Newcastle è situata a 33°11′33″N 98°44′17″W (33.192383, -98.737969).
Secondo lo United States Census Bureau, la città ha una superficie totale di 4,66 km², dei quali 4,64 km² di territorio e 0,03 km² di acque interne (0,61% del totale).

## Società

### Evoluzione demografica
Secondo il censimento del 2010, c'erano 585 persone.

### Etnie e minoranze straniere
Secondo il censimento del 2010, la composizione etnica della città era formata dal 98,97% di bianchi, lo 0% di afroamericani, lo 0% di nativi americani, lo 0% di asiatici, lo 0% di oceanici, lo 0,34% di altre razze, e lo 0,68% di due o più etnie. Ispanici o latinos di qualunque razza erano il 3,93% della popolazione.